# جيم بلاكبيرن (لاعب كرة قاعدة)
جيم بلاكبيرن (بالإنجليزية: Jim Blackburn)‏ هو لاعب كرة قاعدة أمريكي، ولد في 19 يونيو 1924 في وارسو في الولايات المتحدة، وتوفي في 26 أكتوبر 1969 في سينسيناتي في الولايات المتحدة.

## وصلات خارجية
- جيم بلاكبيرن على موقعبيزبول رفرنس.كوم (الدوري الرئيسي) (الإنجليزية)
- جيم بلاكبيرن على موقعبيزبول رفرنس.كوم (الدوري الثانوي) (الإنجليزية)